# Graninge kyrka, Härnösands stift
Graninge kyrka är en kyrkobyggnad i trä i Graninge bruk. Den är församlingskyrka i Graninge församling i Härnösands stift.

## Kyrkobyggnaden
Brukskyrkan uppfördes av trä åren 1759–1762 och 6 december 1760 var den så pass färdig att den kunde tas i bruk. 5 april 1761 ägde invigningen rum. Nuvarande sakristia inreddes 1952. Kyrkan har en åttakantig planform och saknar torn. Den är byggd nästan axialt mot det gamla herrgårdsområdet. I väster ligger vapenhuset och i öster sakristian. Kyrkan har en liggande vitmålad fasspontad panel och är täckt med ett plåttak.
1762 uppfördes en klockstapel som 1887 ersattes av nuvarande åttkantiga stapel.

## Inventarier
- Predikstolen i rokoko är tillverkad av Johan Edler d.ä.Predikstolen anses vara ett tidigt arbete av Edler.  (1758 fick Edler på egen hand utföra en altartavla och predikstol då till Bräcke kyrka. Han blev självständig mästare 1760.)
- En svart mässhake med silvergaloner är från 1777.
- Dopfunten av trä med tillhörande dopskål av mässing skänktes till kyrkan 1944.
- Kormattan är från 1984 och har invävda symboler från Graninge socken.